# Apple Watch SE (第一代)
Apple Watch SE是蘋果公司推出的第六代Apple Watch智慧手錶，在2020年9月16日與Apple Watch Series 6同時於Apple Special Event线上发布，兩者有相同的兩款螢幕尺寸（44mm與40mm）。與Series 6相比，SE僅採用與Series 5相同的Apple S5晶片，沒有隨顯螢幕、心電圖App及血氧濃度App。SE也未提供不鏽鋼和鈦金屬錶殼與藍寶石水晶玻璃顯示器的錶款。